# 151e régiment d'infanterie (France)
Pour les articles homonymes, voir 151e régiment.
Le 151e régiment d'infanterie (151e RI) est un régiment d'infanterie de l'Armée de terre française créé sous le Premier Empire à partir de quatre cohortes du premier ban de la garde nationale et du 3e bataillon du 50e régiment d'infanterie de Ligne.
Devenu 151e groupement d'instruction de la brigade de renseignement et cyber-électronique, il est aujourd'hui installé à Thierville-sur-Meuse, commune voisine de Verdun.

## Création et différentes dénominations
- 1793 : création de la  151e demi-brigade de première formation
- 1796 : lors de la réorganisation des corps d'infanterie français la 151e demi-brigade n'est pas recréée.
- 12 janvier 1813 : création du 151e régiment d'infanterie de ligne
- 24 août 1814 : le régiment est licencié
- 25 juillet 1887 : création du 151e régiment d'infanterie ;
- 1914 : À la mobilisation, il donne naissance au 351e régiment d'infanterie ;
- 1940 : le régiment est disloqué ;
- 1945 : 151e régiment d'infanterie
- 1946 : 151e bataillon d'infanterie
- 1949 : 151e régiment d'infanterie
- 1955 : 151e régiment d'infanterie motorisée
- 1963 : 151e régiment d'infanterie mécanisée
- 30 juin 1997 : le régiment est dissous
- 2019 : création du centre de formation initiale des militaires du rang du renseignement - 151e régiment d'infanterie ;
- 2025 : devient le 151e groupement d'instruction.

## Chefs de corps

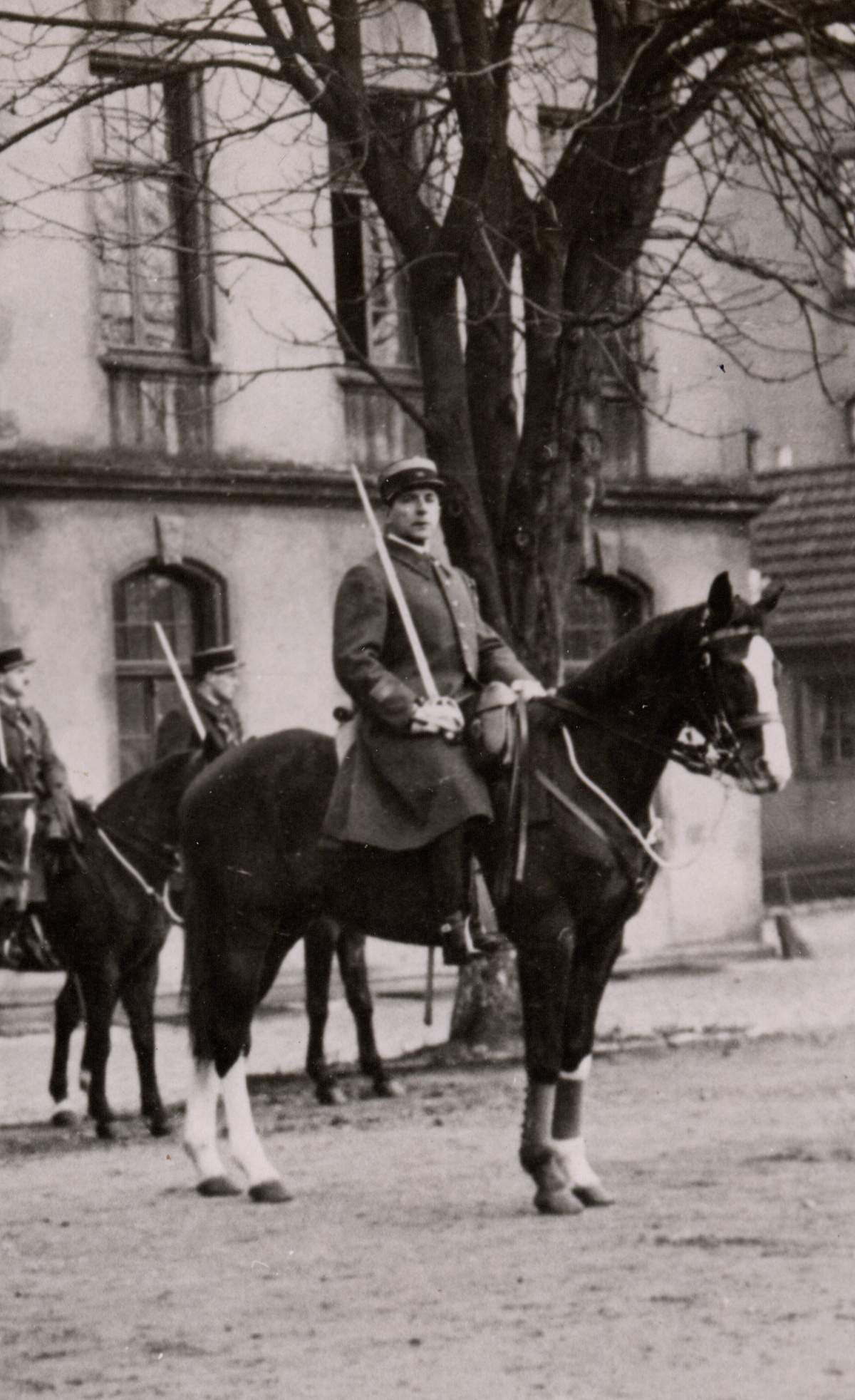
De Lattre commandant le à Metz.

- 1813 : colonel Jean-Pierre Recouvreur[Note 1]
- 1813-1814 : colonel Laurent Marie Lebron[Note 2]
- 1887 : colonel Joseph Emile Jules Gerboin
- 1894 : colonel Marie Léopold Besson ***
- 1899 : colonel Georges Auguste Molinard **
- 1905 : colonel Marie Robert Augustin Alphonse Georges de Courson
- 1910-1912 : colonel Henri Wirbel ***
- 1912-1914 : colonel Louis Georges Deville ***
- 1914-1915 : colonel Marie Philippe Edouard Dillemann ***
- 1915-1918 : lieutenant-colonel puis colonel Edouard Jean Victor Moisson
- 1918-1920 : colonel Marie Henri Gaston Perchenet
- 1920-1922 : colonel Paul Albert Vannière
- 1922 : colonel Raoult
- 1923 : colonel Jean-Henri Kiffer
- 1924 - 1926 : colonel René Tournès **
- 1926 - 1929 : colonel Menard
- 1929 - 1931 : colonel Vial
- 1931 - 1933 : colonel Julien Maurice Tencé ****
- 1933 - 1935 : colonel Lucas
- 1935 - 1937 : colonel de Lattre de Tassigny *****
- 1937 - 1940 : colonel Thierry d'Argenlieu **
- 1940 : colonel Daval puis colonel Gaucher
- 1941 : colonel Vangenhuchten
- 1942 - 1945 : colonel Petitbon
- 1945 : colonel Michelin
- 1945 -1946 : lieutenant-colonel Paul Gandoët
- 1946 : lieutenant-colonel de Belenet
- 1947 : chef de bataillon Dautel
- 1947 - 1949 : chef de bataillon Bessaguet
- 1949 - 1951 : colonel Ragot
- 1951 - 1953 : colonel Barthélemy
- 1953 - 1955 : colonel Alix
- 1955 - 1957 : colonel Le Monies de Sagazan
- 1957 - 1959 : colonel Bravelet
- 1959 - 1960 : colonel Goussault
- 1960 - 1962 : colonel Colson
- 1962 : colonel Guy
- 1963 - 1965 : colonel Lerosey
- 1965 - 1966 : colonel Vaillant
- 1966 - 1968 : colonel Porret
- 1968 - 1970 : colonel Demange
- 1970 - 1972 : colonel Bayle
- 1972 - 1974 : colonel Rabot
- 1974 - 1976 : colonel Lagier
- 1976 : lieutenant-colonel Chassignet
- 1976 - 1978 : colonel Eugène
- 1978 - 1980 : colonel Valicon
- 1980 - 1982 : colonel Bouillet
- 1982 - 1984 : Colonel Bernard Croly-Labourdette
- 1984 - 1986 : colonel Gourmelen
- 1986 - 1988 : colonel Potel
- 1988 - 1990 : colonel Jacques Étienne
- 1990 - 1991 : colonel Meyer
- 1991 - 1993 : colonel Macquet**
- 1993 - 1995 : colonel Gavrel
- 1995 - 1997 : colonel Étienne Lafontaine **** Versé en 2e section le 1er septembre 2010 après avoir commandé la RTNO.
- 2019 - 2020 : lieutenant-colonel Diot
- 2020 - 2023 : lieutenant-colonel Vlachos
- 2023 - : lieutenant-colonel Frappart

 Officier qui devint par la suite :

(**) général de brigade

(***) général de division

(****) général de corps d'armée

(*****) général d'armée

## Historique des garnisons, combats et batailles

### 151edemi-brigade de première formation(1793-1796)
La 151e demi-brigade de première formation était formée de :
- 1er bataillon du 82e régiment d'infanterie (ci-devant Saintonge) qui devait former le noyau de cette demi-brigade n'a pas été amalgamé.
- 5e bataillon de la formation d'Orléans
- 8e bataillon de la formation d'Orléans

Elle est souvent notée comme « n'ayant pas été formée » car le rassemblement physique de ces bataillons n'a pas eut lieu. La 151e demi-brigade n'a été formée qu'administrativement.
Lors de la réorganisation des corps d'infanterie français en 1796 la 151e demi-brigade n'est pas recréée.

### 151erégiment d'infanterie de ligne(1813-1814)

#### Premier Empire
Le 151e régiment d'infanterie de ligne est formé le 12 février 1813, avec les :
- 7e cohorte du premier ban de la garde nationale formée dans les départements des Bouches-du-Weser, des Bouches-de-l'Elbe et de l'Ems-Supérieur situés dans l'ex-royaume de Hollande
- 50e cohorte du premier ban de la garde nationale formée dans le département du Nord
- 51e cohorte du premier ban de la garde nationale formée dans le département du Nord
- 52e cohorte du premier ban de la garde nationale formée dans le département de la Lys
- 3e bataillon du 50e régiment d'infanterie de Ligne

Le 151e régiment d’infanterie de ligne comprend 76 officiers et 2 840 hommes de troupe, et relève du 5e corps de la Grande Armée.
Il part immédiatement de Hambourg pour être engagé dans la campagne d'Allemagne. Le 23 mars, le 151e RI connaît le baptême du feu en combattant à Wettin, Halle, Linenau et Hanau. Il poursuit sa marche à travers l'Allemagne et atteint Leipzig le 2 mai après avoir bousculé les arrière-gardes prussiennes.

Après la victoire contre les coalisés à Lùtzen, le 5e corps entame la poursuite sur Bautzen où l'ennemi est retranché. Le 19 mai les positions d'Eichberg  et de Weissig sont enlevées au cri de « Vive l’Empereur ! », placé en avant-garde au début de la bataille, le 151e RI perd son chef de corps le colonel Recouvreur. La poursuite continue. Le 21 mai, le 151e RI s'empare de Pließkowitz et résiste aux contre-attaques. L'ennemi se replie sur replie sur Wurschen. Le 151e aidé du 153e RI s'empare de la position à la baïonnette. Le 4 juin, l'armistice est signé. Le 151e RI, auquel il reste 400 hommes, est envoyé en garnison à Glogau.
Le 17 août, les hostilités reprennent, la garnison est assiégée par plus de 40 bataillons ou escadrons ennemis. Le 151e regagne la France. À la fin de cette campagne il ne compte plus que 70 officiers et 1 000 hommes.
En 16 mois, il a connu la bataille, le siège, la faim, le froid et l'épidémie. Les noms de WEISSIG 1813 et WURSCHEN 1813 figurent sur son drapeau.
Le 21 juin 1814, le 151e régiment d'infanterie de ligne est licencié, et conformément à l'article 5 de l'ordonnance du 12 mai 1814 :
- Le 1er bataillon est amalgamé, dans le 59e régiment d'infanterie de ligne.
- Le 2e bataillon est amalgamé, dans le 68e régiment d'infanterie de ligne.
- Les 3e et 5e bataillons sont amalgamés, dans le 21e régiment d'infanterie de ligne.

Son numéro reste vacant jusqu'en 1887
Colonels tués ou blessés en commandant le régiment pendant cette période :
Officiers blessés ou tués en servant au 151e entre 1808 et 1814 :
Officiers tués : XX
Officiers morts de leurs blessures : XX
officiers blessés : XX

### 151erégiment d'infanterie

#### 1887 à 1914
Le 151e RI, est formé le 1er octobre 1887 à 3 bataillons provenant des 44e régiment d'infanterie, 90e régiment d'infanterie et 131e régiment d'infanterie, à Belfort.
Le 25 février 1888 le régiment reçoit son drapeau et s'établit le 15 avril suivant au "quartier Miribel" à Verdun puis mis en garnison dans la place fortifiée de Belfort.

#### Première Guerre mondiale
Casernement : Verdun, État-major à Reims
Rattachements:
- À la mobilisation : 84e brigade d'infanterie ; 42e division d'infanterie ; 6e corps d'armée
- Décembre 1916 : 69e division d'infanterie jusqu'en novembre 1918

##### 1914
- Vers Charleroi (21 –23 août)

- Bataille de la Marne (6 – 13 septembre) : engagé dans la bataille des Marais de Saint-Gond vers Soizy aux Bois et Villeneuve les Charleville (6 septembre), Château de Mondemont (9 septembre).

- Bataille des Flandres : Zneiuport, Dixmude, Steenstraate (début novembre).

##### 1915
- Opérations en Argonne (mai –novembre) : La Gruerie, Four-de-Paris.

- 25 septembre-6 octobre : seconde bataille de Champagne, Auberive (25 – 30 septembre).

##### 1916
- Bataille de Verdun : Carrières d'Haudremont (février), Mort-Homme (février – avril), Bataille de la Somme : Rancourt, Sailly – Saillisel (6 octobre), bois de Saint Pierre Vaast.

##### 1917
- Aisne : attaque sur Berry-au-Bac (16 avril), Verdun : Bois le Chaume (8 septembre)
- « Régiment d'élite qui vient d'affirmer à nouveau sa réputation. » Citation, 1917.

- C'est durant la Première Guerre mondiale que la 3e compagnie a gagné son surnom des LIONS. Elle le doit au général Pershing, qui assistant à un assaut auquel la 3 prenait part, l'a comparé au roi des animaux. On imagine l'âpreté du combat, la ténacité et la rage des soldats à arracher la victoire. Si l'on n'a pas retrouvé de traces écrites de cet événement, il semble néanmoins que les paroles du général Pershing aient été relatées par un officier d'état major qui l'accompagnait. Elles seraient donc consignées sur un JMO de grande unité. Le théâtre de cette action n'est pas non plus connu avec exactitude, mais des témoignages d'anciens permettent de la situer : dans les années 1920, les soldats ayant servi à la 3 recevaient comme récompense une sorte de diplôme de fin de service sur lequel était représentée la dite bataille ainsi que la phrase prononcée par le général Pershing. De plus l'événement est situé en 1917. On peut donc conclure que cela s'est passé après le 13 juin 1917, date de l'arrivée du général Pershing à Paris, et avant le premier engagement des Américains, le 20 octobre 1917.

##### 1918
- Aisne : L'Aronde (9–12 juin), Soissons (28 août), Laffaux (5 septembre)
- « Très belle tenue au feu. » Citation, 1918.

#### Entre-deux-guerres

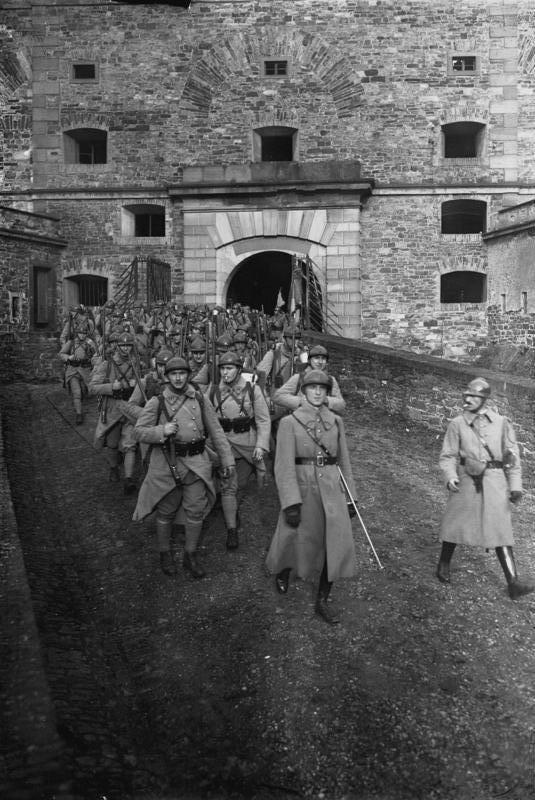
Le régiment quitte la forteresse de Coblence en 1929.

De juillet 1919 à juillet 1930, il est en occupation dans différentes régions d'Allemagne.
En 1930, le 15.1 prend ses nouveaux quartiers dans la ville de Metz, casernes Raffenel et Grandmaison, où il restera durant une période de 9 ans.
Entre 1935 et 1937, il est commandé par le colonel de Lattre de Tassigny.
En 1937, le régiment passe sous les ordres du colonel Olivier Thierry d'Argenlieu.
En 1939, après avoir défilé dans Metz, les hommes sont prêts. Le 2 septembre, la drôle de guerre commence.

#### Seconde Guerre mondiale

##### Bataille de France (1940)

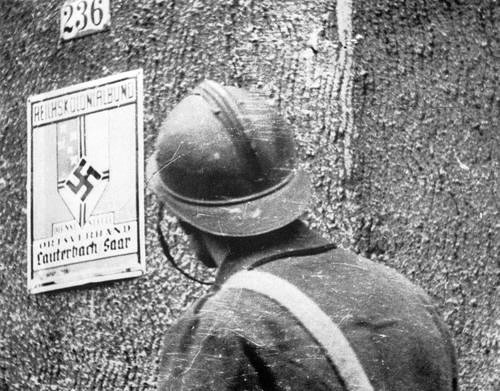
Soldat du d'infanterie de la d'infanterie dans le village allemand de Lauterbach le 9 septembre 1939, lors de l'offensive de la Sarre.

Le régiment dépend de la 42e division d'infanterie. En septembre 1939, il participe à la courte offensive de la Sarre. Le 15 mai 1940, le 3e bataillon du 15.1 est au contact dans la région de Guerting. Il y contient l'ennemi et se replie en bon ordre. Le 9 juin à l'aube, c'est l'attaque allemande précédée de violents bombardements. Le soir du 9 juin, le 15.1 a perdu la moitié de ses effectifs. Du 10 au 13 juin, le régiment se replie en combattant, face à la marée allemande. Le 14, à Ecury-le-Repos (Marne), son effectif est réduit à une centaine d'hommes. Le 15, le 15.1 combat sur l'Aube pour en interdire le passage par les troupes allemandes. En particulier dans le village de Pouan-les-vallées (Aube), où il interdit le passage d'un pont que les canons du 61e RAC détruisent. Ils combattent côte-à-côte dans le village jusqu'à ce que les Stukas et l'artillerie allemande pilonnent les positions et contraignent les deux unités à se retirer en direction de Troyes, puis en direction d'Auxerre. Le 16, le lieutenant-colonel Alfred Daval, son chef de corps, est tué à Vougrey (Aube). Les derniers défenseurs tombent et le 15.1 est anéanti.
Le régiment est recréé dans l'Armée d'armistice en août 1940. En garnison à Lons-le-Saunier, il fait partie de la 7e division militaire (Bourg-en-Bresse). Il est dissous après l'invasion de la zone libre en novembre 1942.

##### Campagnes de France et d'Allemagne (1945)

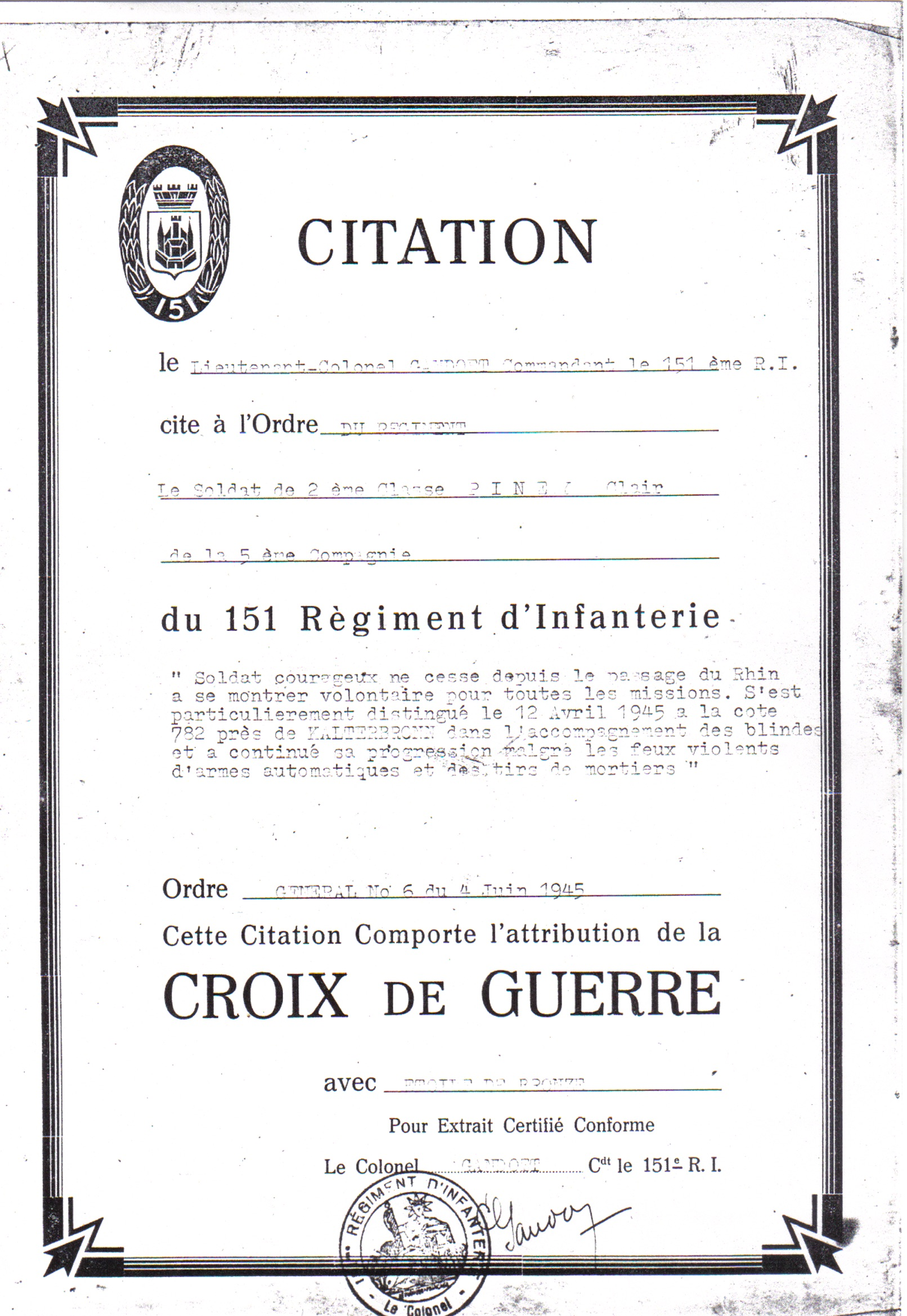
Citation à l’ordre du régiment du soldat Piney Clair, âgé de 14 ans lors des combats de Kaltenbronn, signée du colonel Gandoët.

Le régiment est reconstitué le 12 janvier 1945 à partir des effectifs de la colonne Fabien composé de FFI parisiens et combat dans l'Est avec la 1re armée française commandée par général de Lattre de Tassigny, qui lui attribue le numéro du régiment qu'il commanda en 1935-1937. Le 1er mars, il reçoit des cadres des 4e, 6e et 8e régiments de tirailleurs marocains et  remplace ce dernier au sein de la 2e division d'infanterie marocaine (2e DIM). Le 27, le colonel Paul Gandoët en prend le commandement. À partir du 31 mars, date à laquelle le 15.1 franchit le Rhin à Germersheim (ce qui lui vaut une nouvelle inscription),,, il s'illustre dans de nombreux combat durant la campagne d'Allemagne.
Le 8 juin 1945, le 151e régiment d'infanterie reçoit son drapeau. En un mois de combat, le 15.1 au sein de la 2e DIM, a parcouru 300 km en terrain difficile. Il a fait plus de 2 000 prisonniers. 800 des siens sont tués, blessés ou portés disparus[réf. souhaitée].

#### De 1945 à 1962
Il rentre à Metz fin octobre 1945. La 2e DIM est dissoute le 31 mars 1946 et le 151e RI devient le régiment d'infanterie du groupement d'infanterie no 2 formé le lendemain. Le 1er avril 1947, il forme une demi-brigade d'infanterie, constituée des 26e, 150e et 151e bataillons d'infanterie (héritiers des 26e, 150e et 151e RI) et du bataillon de commandement no 2.
Le 1er janvier 1947, est formé un bataillon de marche qui est envoyé en Indochine et débarque à Saïgon à la fin du mois. Il va connaître de nouvelles formes de combats où alternent la poste et la recherche d'un ennemi implanté dans le sud de l'Indochine. Deux cents de ses hommes y laisseront leur vie. Le 11 novembre 1948, le Fanion est décoré de la croix de guerre des TOE avec palme[réf. souhaitée]. Cette campagne a valu au 15.1 le droit d'inscrire sur son drapeau INDOCHINE 1947-1950.
Le 151e bataillon d'infanterie redevient 151e régiment d'infanterie le 1er janvier 1949. Il passe à la 2e division d'infanterie le 1er avril 1951. Il est transformé en mars 1955 en régiment d'infanterie motorisée, doté d'une compagnie de commandement et de soutien, d'une compagnie d'appui, de quatre compagnies de combat sur Half-tracks, d'une batterie d'artillerie et d'un escadron d'éclairage antichars (équipé notamment de chars légers M24).
Il embarque pour Alger en juin 1955. Du 20 juin 1955 au 19 mars 1962, le 151e régiment d'infanterie motorisée connaîtra tous les aspects de cette lutte impitoyable : contrôles, ratissages, postes, formation de commandos, patrouilles, opérations conjointes avec les TAP et la Légion, pacification, aide aux populations. À son départ d'Algérie, le 15.1 aura mis 1 569 rebelles hors de combat et récupéré 882 armes. Il aura également construit des écoles, des villages, aménagé des postes, soigné et protégé des populations faisant ainsi preuve de sa faculté d'adaptation[réf. souhaitée].

#### De 1962 à nos jours

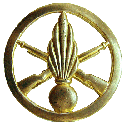
Insigne de béret d'infanterie.

Il rentre à Metz en décembre 1962. Le 11 juin 1964, il reçoit son sixième emblème. Premier drapeau n'ayant connu que la paix, il n'en verra pas moins le 15.1 subir de nombreuses transformations.
- 1967 : le régiment s'initie aux joies de la mécanisation.
- 1976 : transformations des brigades en divisions. Le 15.1 passe à la 4e division (PC Verdun).
- Le 14 juillet 1981, il défile à Paris sous les ordres du Colonel René Bouillet (commandant du 15.1 de 1980 à 1982).
- 1985 : le 15.1 devient régiment d'infanterie de la 10e DB (PC Châlons).
- 1986 : le 15.1 voit l'arrivée de la CAC de la 10e DB, la 3e Cie part pour 6 mois en Nouvelle Caledonie
- 1990 : le 15.1 renoue avec son passé mécanisé et son historique, dissout à Metz le 30 juin pour être aussitôt recréé le 1er juillet à Verdun.
- 1992 : le 15.1 envoie son chef de corps, son état major, la 1re compagnie de commandement et de logistique en Ex-Yougoslavie pour une durée de 6 mois.
- 1995 : 1re section de la 3e Cie du 15.1 est envoyée au Liban pour 6 mois.
- 1996 : la 1re compagnie (professionnels) et la 3e compagnie (appelés) partent toutes les deux pour 4 mois en ex-Yougoslavie.
- 1997 : le 23 mai, le régiment est dissous. Le colonel Lafontaine, chef de corps du Beau 15.1, rend le drapeau du régiment tournant ainsi une nouvelle page de l'histoire du 151e régiment d'infanterie.
- 2019 : le centre de formation initiale des militaires du rang de Verdun — auparavant rattaché à la 7e brigade blindée — change d’appellation et de subordination et devient le CFIM du renseignement - 151e régiment d'infanterie[12]. Il est chargé de la formation initiale des engagés volontaires des régiments du commandement du renseignement.
- 2024 : le centre de formation initiale des militaires du rang - 151e régiment d'infanterie est chargé de la formation des unités de la brigade de renseignement et cyber-électronique (BRCE), de la 19e brigade d'artillerie, de la brigade du génie et de la brigade franco-allemande.
- le 1er juillet 2025 le CFIM - 151e RI change d'appellation et devient le 151e groupement d'instruction (151e GI). Il conserve le drapeau et les traditions du 151e régiment d'infanterie[13].

## Inscriptions sur l'étendard du régiment
Son drapeau porte, brodées en lettres d'or, les inscriptions, :
- Weissig 1813
- Wurschen 1813
- L'Yser 1914
- Verdun 1916
- La Somme 1916
- L'Aisne 1917
- Soissonnais 1918
- Germersheim 1945
- Indochine 1947–1950
- AFN 1952-1962

## Devise
De février à mai 1916, il participe à la bataille de Verdun ce qui lui vaut une nouvelle inscription à son drapeau ainsi que sa devise ON NE PASSE PAS.
Dans le film Les Rivières pourpres 2, Jean Reno se fait interpeller d'un : « On ne passe pas ! », il déclare alors : « On ne passe pas, on ne passe pas, c'est la devise du 151e ça ? »

## Décorations
Sa conduite pendant la guerre de 14-18, lui vaut la Croix de guerre 1914-1918 avec 4 palmes et une étoile de vermeil et le droit de porter la fourragère aux couleurs du ruban de la Médaille militaire. Il est également décoré de la Croix de guerre 1939-1945 avec une palme et son fanion est décoré de la croix de guerre TOE avec palme pour son engagement en  Indochine.

## Personnalités ayant servi au régiment
- Olivier Thierry d'Argenlieu, général mort pour la France en mai 1940, a commandé le régiment en 1937.
- Jean de Lattre de Tassigny (1889-1952), Héros de la Seconde Guerre mondiale, compagnon de la Libération, il est élevé à la dignité de maréchal de France à titre posthume. Il est le représentant français à la signature de la capitulation allemande à Berlin, le 8 mai 1945, aux côtés d'Eisenhower, Joukov et Montgomery. Il a commandé le régiment en 1935.
- Jean Falala (1929-2005), député de la Marne de 1967 à 2002 et maire de Reims de 1983 à 1999, a servi dans ce régiment.
- Paul Gandoët (1902-1995), général de corps d'armée, chef du 3e bataillon du 4e régiment de tirailleurs tunisiens (4e RTT) lors de la campagne d'Italie en 1944 puis colonel, commandant le 151e RI en 1945, grand-croix de la Légion d'honneur et de l'ordre national du Mérite.
- Raymond Jubert (1889-1917), sous-lieutenant au régiment tué à Douaumont le 26 août 1917. Auteur de Verdun, mars-avril-mai 1916. Son nom est inscrit au Panthéon parmi les 560 écrivains morts pour la France.
- Louis Rimbault (1877-1949), membre de la bande à Bonnot
- Jacques de Villiers (1913-2000), père de Philippe de Villiers et du général d'armée Pierre de Villiers, a servi en tant qu’officier au 151e régiment d'infanterie sous le commandement de Jean de Lattre de Tassigny, alors colonel de cette unité. Il est fait prisonnier pendant la Seconde Guerre mondiale et s'évade. Décoré de la Croix de guerre 1939-1945, il reçoit par la suite la Croix du combattant volontaire, la Médaille des évadés et la Médaille de la Résistance.
- Florimond Wagon (1895-1916), instituteur et écrivain. Caporal au régiment lorsqu'il est tué le 20 mai 1916 au Mort-Homme. Son nom est inscrit au Panthéon dans la liste des 560 écrivains morts pour la France au cours de la Première Guerre mondiale.

## Sources et bibliographie
- Archives du Château de Vincennes.
- Serge Andolenko : Recueil d'Historiques de l'Infanterie Française (Eurimprim 1969).
- Jean Lieffroy : Historique du 151e régiment d'infanterie
- Émile Simond : Historique des nouveaux régiments créés par la loi du 25 juillet 1887
- Historique du 151e régiment d'infanterie pendant la guerre 1914-1918
- Raymond Jubert, Verdun, mars-avril-mai 1916, Presses Universitaires de Nancy, 1918 (réimpr. 1991) (ISBN 9782864803935)
- Joseph Auguste Constant Schmitt : Historique du 151e régiment d'infanterie, rédigé en 1893 : Complété jusqu'au 1er mars 1901